# Kommunallandtag von Altvor- und Hinterpommern
Der Kommunallandtag von Altvor- und Hinterpommern war ein preußischer Kommunallandtag der räumlich für Altvorpommern und Hinterpommern zuständig war. Daneben bestand in der preußischen Provinz Pommern noch der Kommunallandtag von Neuvorpommern und Rügen.

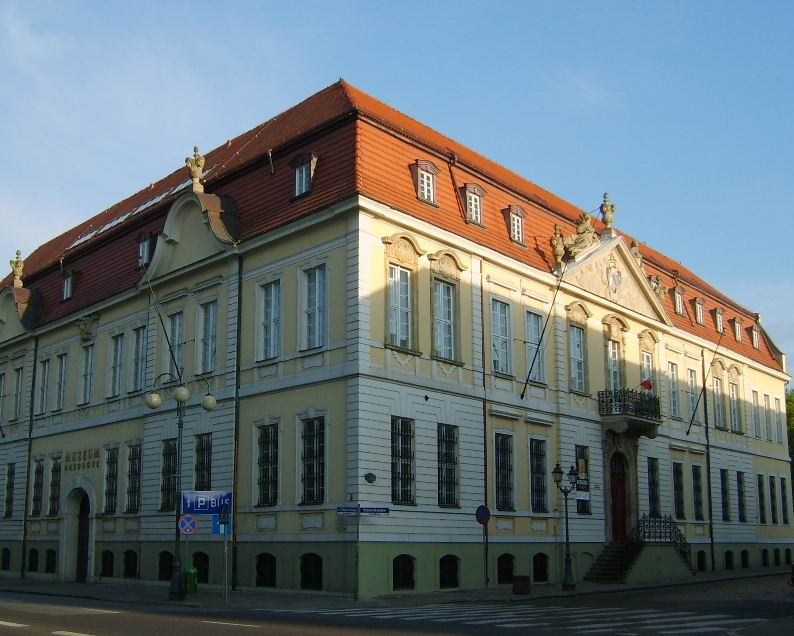
Stände- oder Landeshaus in Stettin, 1726 bis 1729 von Gerhard Cornelius von Walrave errichtet

Seit dem Westfälischen Frieden war Pommern zwischen Schweden und Preußen geteilt. Auf dem Wiener Kongress erhielt Preußen Schwedisch-Pommern und gliederte dieses Gebiet mit in die Provinz Pommern ein. Die Teilung des Gebietes hatte auch die Landstände betroffen. 1823 wurden gemeinsame Provinziallandtag der Provinz Pommern für beide Landesteile geschaffen. Nach dem Willen der preußischen Regierung sollten aber eine Reihe von Aufgaben, die in anderen Provinzen Aufgabe der Provinziallandtage waren, in Pommern getrennt nach den beiden Gebietsteilen behandelt werden. Der Provinziallandtag der Provinz Pommern stimmte diesem Vorgehen mit dem Landtagsabschied vom Herbst 1824 zu.
Mit der „Verordnung, wegen zukünftiger Verfassung der Kommunal-Landtage in Pommern“ vom 17. August 1825 wurden die beiden Kommunallandtage geschaffen. Sie bestanden aus den Provinziallandtagsabgeordneten der jeweiligen Gebietsteile. Der Vorsitzende des Kommunallandtags wurde jeweils auf drei Jahre durch den Kommunallandtag selbst gewählt und musste aus den Reihen der Abgeordneten der Ritterschaft stammen. Für die Zeit zwischen den Landtagen (diese sollten einmal jährlich stattfinden) wurde ein Engerer Ausschuss gewählt. Dieser bestand aus zwei Mitgliedern der Ritterschaft, und jeweils einem der Städte und der Landgemeinden. Der engere Ausschuss trug den Namen des früheren engeren Ausschusses „Vor- und Hinterpommersche Landstuben“ und hatte auch alle dessen Kompetenzen.
Der Kommunallandtag trat in Stettin zusammen.
Aufgabenfeld des Kommunallandtags waren sämtliche Kommunalangelegenheiten. Dazu gehörte auch die Feuerversicherung (Alt-Pommersche Städte Feuer-Societät) und das Irren- und Siechenhaus Rügenwalde.
1875 wurde der Provinzialverband Pommern ins Leben gerufen. 1881 wurden die Kommunallandtage aufgehoben, die Aufgaben lagen nun direkt beim Provinziallandtag der Provinz Pommern.